# Řád národa (Jamajka)
Řád národa (anglicky Order of the Nation) je státní vyznamenání Jamajky založené roku 1973.

## Historie a pravidla udílení
Řád byl založen roku 1973. Udílen je generálním guvernérům Jamajky a dalším osobám, které jsou jmenovány předsedou vlády Jamajky. Podmínkou je, že tyto osoby nesmí být již držiteli Řádu národního hrdiny. Členové řádu a jejich choti mohou užívat titul před jménem The Most Honourable a titul za jménem Order of the Nation či postnominálmí písmeny ON.
V roce 2002 byl tento řád udělen všem zemřelým bývalým předsedům vlády Jamajky.

## Insignie
Řádový odznak má tvar dvanácticípé hvězdy. Mezi cípy jsou zlaté ananasy. Uprostřed je kulatý medailon se státním znakem Jamajky na červeně smaltovaném pozadí. Okolo je zeleně smaltovaný kruh se zlatým nápisem ONE NATION UNDER GOD.
Stuha, na které je odznak nošen kolem krku, je vyrobena z hedvábí červené barvy se dvěma zelenými tenkými proužky při obou okrajích. K řádu náleží také velká stuha nošená spadající z pravého ramene na protilehlý bok. Tato stuha je červená s pouze jedním tenkým proužkem zelené barvy při okraji.